# Trhanov (zámek)
Trhanov je zámek vybudovaný Wolfem Maxmiliánem Lamingerem z Albenreuthu – zvaným Lomikarem – mezi roky 1676 a 1677.

## Historie
Vybudován byl v barokním slohu a sloužil jako letní sídlo. Kolem zámku začala vznikat vesnice nazvaná Trhanov. Lomikar zemřel na mrtvici 2. listopadu 1696, necelý rok po Janu Sladkém Kozinovi, vůdci zdejšího povstání proti vrchnosti, který při své popravě v areálu plzeňského pivovaru podle pověsti pronesl: „Lomikare, Lomikare! Do roka ha do dne budeme spolu stát před súdnú stolicí boží, hin sa hukáže, hdo z nás!“
Po Lamingerech získali panství Stadionové. Ti roku 1810 po požáru nechali trhanovský zámek přestavět v empírovém stylu. Roku 1817 nechali dále na místě původní kaple svatého Jana Nepomuckého z roku 1706 vybudovat kostel. Po druhé světové válce využívala prostory zámku armáda a po sametové revoluci až do roku 1996 Galerie bratří Špillarů spolu s ministerstvem školství, jež nabízelo prostory pro školy v přírodě.
Objekt je chráněn jako nemovitá kulturní památka České republiky. Od roku 2013 je zde také pro příznivce geocachingu umístěna keška s označením „GC4544T“.